# Alpski rog
Alpski rog (alphorn ali alpenhorn) je trobilo, sestavljen iz ravnega več metrov dolgega lesenega naravnega roga s stožčasto obliko luknje, z lesenim ustnikom v obliki skodelice. Uporabljajo ga prebivalci gora v Švicarskih, avstrijskih, bavarskih in francoskih Alp in drugod. Podobni leseni rogovi so bili uporabljeni za komunikacijo v večini gorskih regij Evrope, od Alp do Karpatov. Alpski rog se danes uporablja kot glasbilo. 
Velja za nacionalni simbol Švice.

## Zgodovina
Znanstveniki so že dolgo verjeli, da je alpski rog izhajal iz rimsko-etruščanskega lituusa zaradi podobnosti v obliki in zaradi besede liti, ki v Obwaldenu v narečju pomeni alpski rog. Za to teorijo ni dokumentiranih dokazov in beseda liti je bila verjetno izposojena iz spisov v latinščini med 16. in 18. stoletjem, kjer je beseda lituus lahko opisovala različne pihalne instrumente, kot so rog, krumhorn ali kornet. Švicarski naravoslovec Conrad Gesner je uporabil besede lituum alpinum za prvi znani podroben opis alpskega roga v svojem De raris et admirandis herbis leta 1555. Najstarejši znani dokument z nemško besedo Alphorn je stran iz knjige iz leta 1527 nekdanje cistercijanske opatije Sveti Urban pri Pfaffnauu (kanton Luzern), ki omenja plačilo dveh batzenov potujočemu igralcu alpsega roga iz Valaisa.
Zbirke alpskih mitov in legend iz 17. do 19. stoletja kažejo, da so bili instrumenti, podobni alpskemu rogu, v vaških skupnostih že od srednjeveških časov ali prej pogosto uporabljeni kot signalni instrumenti, kar je včasih nadomestilo pomanjkanje cerkvenih zvonov. (Alpski rog se sliši tudi do deset kilometrov daleč, razlega se lahko po celi alpski dolini.) Ohranjeni primeri, ki segajo do okoli leta 1400 so lesena trobila v podaljšani obliki, na primer alpski rog ali zavite različice, na primer büchel in allgäuisches Waldhorn ali ackerhorn. Natančen izvor alpskega roga ostaja nejasen in vseprisotnost rogov podobnih signalnih instrumentov v dolinah po Evropi lahko kaže na dolgo zgodovino vplivov na njihovo gradnjo in uporabo.

## Zgradba in kakovost
Tehnika izdelave cevi iz lesa je starodavna, do nedavnega so na takšen ali podoben način izdelovali celo vodovodne cevi.
Alpski rog je izrezljan iz gorske smreke, včasih bora. V preteklosti so izdelovalci alpski rogov našli drevo, upognjeno na dnu v obliki alpskega roga (smreke so zaradi vremenskih pogojev in zaradi tega, ker rastejo na strmih pobočjih, pri tleh upognjene), oblika skodelice pa danes ni več odvisna od naravne ukrivljenosti, ampak je standardizirana: V Švici razlikujejo med bernsko obliko - večjim lokom - od luzernsko ali osrednje švicarsko obliko, z nekoliko ožjo zvonasto ukrivljenostjo. Izdelovalec alpskega roga les skrbno razcepi na dvoje in polovici izdolbe s posebnimi dleti. Nato notranjost pobrusi, tako da je gladka. Polovici zlepi in ju tesno ovije s trakovi brezovega lubja oziroma z ratanom. Na rog pritrdi tudi leseno nogo, ki glasbilo med igranjem podpira. Potem pritrdi ustrezen ustnik, s slikarijo ali rezbarijo okrasi odmevnik (razširjeni del roga) in ga premaže z lakom, ki je odporen proti vremenskim vplivom. Cena takšnega instrumenta je okoli 1200 do 3300 evrov (od leta 2013).
Alpski rog, narejen v Rigi-Kulm, Schwyz in zdaj v muzeju Victoria in Albert, je dolg 2,4 metra in ima ravno cev. Švicarski alpski rog se razlikuje glede na območje in je ukrivljen v bližini odmevnika v bernskem Oberlandu. Michael Praetorius omenja instrument, podoben alpskemu rogu, pod imenom Hölzern Trummet (lesena trobenta) v Syntagma Musicum (Wittenberg, 1615–1619; T. VIII).
Alpski rog nima stranskih odprtin, zato daje čiste alikvotne tone. Note alikvotnih tonov se prekrivajo, vendar se ne ujemajo povsem z notami, ki jih najdemo v znani kromatični lestvici v standardnem zahodnjaškem enakem značaju. Še posebej opazna pri alpskem rogu sta 7. in 11. flažolet, ker spadata med sosednje note v kromatični lestvici.
Izkušeni igralci pogosto zmorejo obseg skoraj treh oktav, sestavljen iz 2. do 16. note serije. Razpoložljivost višjih tonov je deloma posledica razmeroma majhnega premera izvrtine ustnika in cevi glede na celotno dolžino roga.
Dobro znana Ranz des Vaches (partitura; zvok) je tradicionalna švicarska melodija, ki jo pogosto slišimo na alpskem rogu. Pesem opisuje čas prihoda krav v višavje v času izdelave sira. Gioachino Rossini je predstavil Ranz des Vaches v svoji mojstrovini William Tell, skupaj s številnimi drugimi čudovitimi melodijami, razpršenimi po operi v vokalnih in instrumentalnih delih, ki so primerni za alpski rog. Johannes Brahms je Clari Schumann napisal, da je bila navdih za dramatičen vstop roga v uvodu zadnjega stavka njegove Simfonije št. 1 melodija alpskega roga, ki jo je slišal med dopustom na območju gore Rigi v Švici. Za Klarin rojstni dan leta 1868 ji je Brahms poslal voščilo, ki naj bi ga zapeli z melodijo.

## Najdaljši alpski rog
Najdaljši alpski rog na svetu je dolg 47 metrov. Izdelovalec alpskega roga Josef Stocker iz Kriensa ima ta svetovni rekord skupaj z Američanom Petrom Wutherichom, pri čemer je bila končna odločitev tudi o premeru skodelice. Po besedah Josefa Stockerja tega roga ni mogoče igrati. Če pa med montažo niso uporabljeni vsi deli, se ustvari najdaljši alpski rog, ki se lahko igra, z dolžino 14 metrov. Ta ima 64 tonov v primerjavi s 16 toni 'običajnega' roga.
Najdaljši alpski rog, narejen v enem kosu dolžine 20,67 metra, vpisan v Guinnessovo knjigo rekordov, prihaja iz delavnice Aloisa Biermaierja v Bischofswiesenu (Zgornja Bavarska) in si ga je tam mogoče ogledati.

## Nadaljnji razvoj in različice
Danes so alpski rogovi izdelani iz plastike, ojačane s steklenimi ali ogljikovimi vlakni, pa tudi iz akrilnega stekla. Tehtajo največ kilogram in stanejo približno 2500 evrov. Po zvoku je tak sodoben alpski rog očitno slabši od lesenih rogov. Kot eksperiment so bili zgrajeni instrumenti s ključi ali ventilskim strojem (ventili delujejo kot trobenta) za razširitev dosega na diatonično lestvico (tipke) ali kromatično lestvico (ventilski stroj).

## Glasba za alpski rog
Glasba, napisana za alpski rog:
- Concerto Grosso št. 1 (2013) za štiri alpske rogove in orkester Georga Friedricha Haasa [6][7]
- Sinfonia pastorale za corno pastoriccio v G (alpski rog) in godalni orkester (1755) Leopolda Mozarta
- Koncert za alpski rog in orkester (1970) Jeana Daetwylerja
- Koncert št. 2 za alpski rog (s flavto, godalnim orkestrom in tolkali) (1983), Daetwyler
- Daetwylerjev Dialog z naravo za alpski rog, flavto in orkester
- Super Alpen King za tri alpske rogove in orkester Ghislaina Mullerja (2001) VSP orkestra / Arkady Shilkloper, Renaud Leipp
- Concertino rustico (1977) Ferenca Farkasa
- Begegnung za tri rogove in koncertno skupino, avtor Kurt Gable.
- Säumerweg-Blues (avdio predvajal Kurt Ott) med številnimi skladbami Hansa-Jürga Sommerja, Alphorn Musik
- Messe za alpski rog in pevski zbor Franz Schüssele Alphorn-Center
- Erbauliche Studie für 12 Alphörner in Abwesenheit von Bergen, avtor Mathias Rüegg (1998)
- Wolf Music: Tapio za alpski rog in odmevne inštrumente (2003) R. Murray Schafer [4]
- Le Berger fantaisiste za tri alpske rogove in orkester, Ghislain Muller, Arkadij Shilkloper, Renaud Leipp, Sergej Haessler, VSP orkestra (2001)
- Bob Downes in The Alphorn Brothers (2015) avtorja Bob Downes Open Music (CD, 2004)
- Koncert za alpski rog v F in orkester Daniela Schnyderja (2004)
- Matterhorn (uvod za alpski rog in pihalni orkester) Roberta Littona (2013)
- Alpska pot za alpski rog in orkester Arkadija Šilkloperja
- Lai nair za alpski rog in kontrabas, John Wolf Brennan (2015)
- Der Bergschuh za alpski rog in koračnico Daniela Schnyderja
- Crested Butte Mountain za alpski rog in godbo na pihala (ali trobilni sekstet, godala ali  septet rogov) Arkady Shilkloper
- Robin za alpski rog in pihalni orkester (big band) Arkadija Šilkloperja
- Fanfare za štiri alpske rogove Arkady Shilkloper

## V popularni kulturi
- Alpski rog je vidno predstavljen v televizijskih oglasih za kapljice proti kašlju Ricola, ki jih proizvajajo v Švici.
- Alpski rog je predstavljen v filmu Kako je Grinch ukradel božič! ko Grinch ukrade oblačila bližnjega igralca alpskega roga.
- Dokumentarni film o alpskem rogu prihaja od Stefana Schwieterta in se imenuje Music of the Alps - The Alphorn. Dolg je 76 minut. Ukvarja se z izvorom inštrumenta in vodi do sodobnega pogleda na ustvarjanje glasbe za alpski rog - od jodlarskega združenja do tako rekoč jazza.